# Dom przy ul. ks. Jałowego 33 w Rzeszowie
Dom przy ul. ks. Jałowego 33 w Rzeszowie – zabytkowy budynek znajdujący się w Rzeszowie w województwie podkarpackim.

## Historia
Budynek został wzniesiony w 1896 roku dla nauczyciela gimnazjum Bieleckiego, według projektu Franciszka Stążkiewicza. W późniejszym okresie należał do rodziny Piweckich, a w 1930 roku był własnością rodziny Grzegorczyków. W tym czasie zlikwidowano zdobiony dekoracją secesyjną drewniany ganek, który zastąpiono murowanym. W okolicach 1960 roku do tylnej elewacji dobudowano taras.

## Architektura
Budynek murowany z cegły, dwukondygnacyjny, otynkowany i podpiwniczony. Został zbudowany na rzucie zbliżonym do kwadratu ze znajdującym się w elewacji frontowej ryzalitem i gankiem w elewacji bocznej. Kondygnacje rozdzielono gzymsem kapnikowym. Okna na parterze prostokątne, o łuku odcinkowym. Okna na piętrze i znajdujące się w półszczytach okna strychowe prostokątne, z profilowanymi obramieniami. Obiekt nakryto dwoma skrzyżowanymi dachami naczółkowymi z silnie nadwieszonymi okapami.
Wnętrze o trzytraktowym układzie wnętrza, z klatką schodową w trakcie znajdującym się najbliżej wejścia. Schody dwubiegowe z podestem między piętrami. Balustrada schodów wykonana z żelaza, kuta. Zachowana została stolarka płycinowa oraz secesyjne i eklektyczne piece.
Do budynku doprowadzono instalację wodno-kanalizacyjną, gazową i elektryczną.